# Ingrid Bugge
Ingrid Bugge (8. května 1968 Kodaň – 12. října 2020) byla dánská výtvarná umělkyně a fotografka.

## Životopis
Jako vizuální umělkyně vytvořila několik velkých uměleckých a dekoračních projektů jako například pro Královské divadlo, Kodaňskou univerzitu nebo Poula Johansena Maskinera. Svou fotografickou kamerou „malovala“ a nechávala se inspirovat prací renesančního umění se světlem a tmou. V Adobe Photoshopu zpracovávala motivy a textury, které zachytila fotoaparátem, a vytvářela příběhy v kolážích.
Při dekorování zakázek se zaměřovala především na zachycení podstaty instituce / společnosti a její vizuální zviditelnění v poetické reprezentaci. Její pracovní postup byl založen na základním výzkumu, kdy sbírala fotografický materiál – jak vlastním fotoaparátem, tak z vědeckých databází. Na základě sparingu s profesionály vytvářela své fotografické koláže.